# 龙尼·雷·史密斯
龙尼·雷·史密斯（英語：Ronnie Ray Smith，1949年3月28日—2013年3月31日），美国男子短跑运动员，1968年墨西哥城奥运会4×100米接力冠军。

## 生平
1949年3月28日，史密斯生于美国洛杉矶。
1968年6月20日，在由美国业余体育联合会于加利福尼亚州萨克拉门托举办的田径比赛上，史密斯以10.14秒的成绩平男子百米青年世界记录，并保持8年之久。
1968年在墨西哥城举办的夏季奥林匹克运动会上，史密斯参加4×100米接力跑第三棒，最终以38.24秒的成绩破世界记录，并获得冠军。
2013年3月31日于洛杉矶逝世。